# Makedonska Radio Televizija

Antic logo.

Makedonska Radio Televizija (en ciríl·lic, Македонска Радио Телевизија; en català, «Radio Televisió Macedònia»), més coneguda per les seves sigles MRT, és la companyia de radiodifusió pública de Macedònia del Nord. Va ser fundada en 1944 i actualment gestiona tres canals de ràdio, tres canals de televisió i un lloc web multimèdia.
MRT va formar part de la radiotelevisió iugoslava fins que l'Estat balcànic es va independitzar. La seva programació compleix un servei públic i ofereix continguts representatius de tot el país, amb especial atenció a les ètnies i minories lingüístiques. És membre de la Unió Europea de Radiodifusió des de gener de 1993.

## Història
La ràdio pública de Macedònia del Nord va començar com a Ràdio Skopje el 28 de desembre de 1944. La seva primera emissió va ser una reunió de l'Assemblea Antifeixista d'Alliberament Nacional de Macedònia (ASNOM). Anys després, va ser integrada en la radiotelevisió iugoslava. Des dels seus inicis va donar cobertura a altres llengües minoritàries, per la qual cosa va començar a emetre programes en albanès (des de 1948) i en turc (1955).
La televisió pública va néixer vint anys després, amb les primeres emissions regulars de Televizija Skopje (actual MRT 1) el 14 de desembre de 1964. Sis anys més tard, es crearia el segon canal. El grup es va traslladar el 1984 a una nova seu coneguda com MRT Center, un edifici de 25 plantes que va ser el més alt del país fins a la inauguració de les Torres Cevahir. RTV Skopje va canviar el seu nom per l'actual Makedonska Radio Televizija en 1991 i es va mantenir en la radiotelevisió iugoslava fins a la seva desaparició. Després de la independència macedònia es va convertir en l'ens públic nacional del nou país.
MRT va ingressar en la Unió Europea de Radiodifusió al gener de 1993, una mica més tard que altres empreses de radiodifusió dels Balcans. A causa de la disputa sobre el nom de Macedònia amb Grècia, la radiotelevisió no va poder usar la seva denominació original i va entrar com MKRTV. A l'abril de 1997 es va aprovar una llei de mitjans que va establir la divisió de l'empresa pública de radiodifusió i la de radiotelevisió, a més d'un impost directe per al seu finançament. Un any més tard, MRT va ser transformada en una empresa radiodifusora de servei públic.

## Serveis

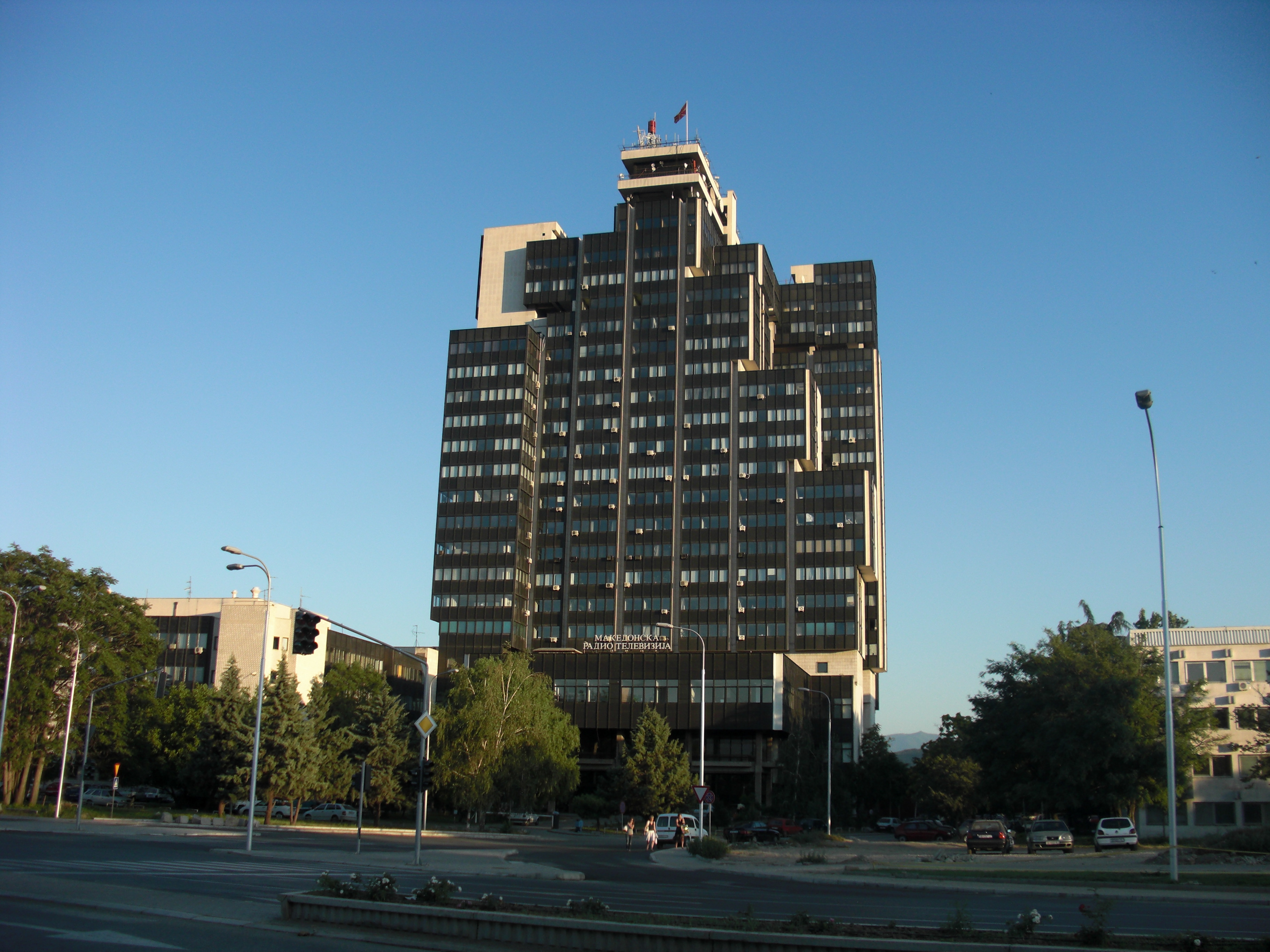
MRT Center, seu central de Makedonska Radio Televizija a Skopje.

### Ràdio
MRT gestiona dues emissores de ràdio amb cobertura nacional.
- Radio Skopje: Programació generalista amb butlletins informatius, música i espais de servei públic. Emet en macedoni.
- Radio 2: Programació amb espais de servei públic per a les minories lingüístiques de Macedònia del Nord. Emet en albanès, turc, aromanès, bosnià i serbi.
- Radio Macedonia: Emissora internacional per a la diàspora macedònia.

### Televisió
MRT compta amb tres canals de televisió: dos de caràcter generalista i un tercer que emet només les sessions de l'Assemblea de la República de Macedònia del Nord. Fins a un canal internacional.
- MRT 1: Va començar les seves emissions el 14 de desembre de 1964. La seva programació és generalista i emet en macedoni.[1]
- MRT 2: Va començar les seves emissions en 1970 i està dirigit a les minories lingüístiques. La majoria dels seus espais són en albanès.[1]
- MRT Sobraniski Kanal: Antiga MRT 3, va començar a emetre en 1991. Durant els seus primers anys va ser una televisió cultural i alternativa, però ara emet només sessions parlamentàries i informatius.
- MRT Sat: Canal internacional.